# Max Calandri
Max Calandri, all'anagrafe Massimo Calandri (fl. XX secolo), è stato uno sceneggiatore e regista italiano.

## Biografia
Negli anni trenta inizia la sua attività nel mondo del cinema come aiuto regista e direttore di produzione; si cimenta anche nel doppiaggio, prestando la voce a Stuart Erwin nell'edizione italiana di Incatenata. Nel 1943 si trasferisce al nord per aderire alla Repubblica Sociale Italiana e lavorare al Cinevillaggio della Giudecca, dove dirige nel 1944 il suo primo film, Rosalba, insieme al regista Ferruccio Cerio.
Nel dopoguerra girerà altri film spesso ambientati a Venezia, per chiudere la sua carriera nel 1959.

## Filmografia
- Il fornaretto di Venezia, regia di Duilio Coletti (1939), direttore di produzione
- Boccaccio, regia di Marcello Albani (1940), sceneggiatura e direttore di produzione
- Lucrezia Borgia, regia di Hans Hinrich (1940), direttore di produzione
- La compagnia della teppa, regia di Corrado D'Errico (1941), direttore di produzione
- Il vetturale del San Gottardo, regia di Hans Hinrich ed Ivo Illuminati (1941), sceneggiatura
- La sonnambula, regia di Piero Ballerini (1941), direttore di produzione
- Tentazione, regia di Hans Hinrich, Aldo Frosi (1942), direttore di produzione
- Musica proibita, regia di Carlo Campogalliani (1942), direttore di produzione
- 07... tassì, regia di Alberto D'Aversa (1943), direttore di produzione
- La vita torna, regia di Pier Luigi Faraldo (1943), direttore di produzione
- Arcobaleno, regia di Giorgio Ferroni (1943), direttore di produzione
- Rosalba, regia di Max Calandri e Ferruccio Cerio (1944), anche sceneggiatura e direttore di produzione
- Senza famiglia, regia di Giorgio Ferroni (1946), direttore di produzione
- Ritorno al nido, regia di Giorgio Ferroni (1946), direttore di produzione
- Il tiranno di Padova, regia di Max Neufeld (1946), direttore di produzione
- La gondola del diavolo, regia di Carlo Campogalliani (1946), soggetto
- Sangue a Ca' Foscari (1947), soggetto, sceneggiatura e regia
- Lohengrin (1947), regia
- Il fabbro del convento (1947), sceneggiatura e regia
- Il moschettiere fantasma (1952), soggetto e regia
- Passione (1953), soggetto, sceneggiatura e regia
- Trieste, cantico d'amore (1954), soggetto, sceneggiatura e regia
- Retaggio di sangue (1956), sceneggiatura e regia
- Un canto nel deserto, regia di Marino Girolami (1959), soggetto e sceneggiatura